# حمض البوليغليكوليك
حمض بولي جليكوليد أو بولي (حمض الجليكوليك) ، يُكتب أيضًا على أنه حمض بولي جليكوليك ، وهو مركب قابل للتحلل ، يلين بالحرارة وهي أبسط أنواع البلمرات  . يمكن تحضيره من حمض الجليكوليك عن طريق التكاثف المتعدد أو بلمرة. يُعرف حمض بولي جليكوليد منذ عام 1954 بأنه بوليمر قوي مكون من الألياف . ومع ذلك ، فقد كان استخدامه محدودًا في البداية بسبب عدم استقرار حالته . حيث أن حمض بولي جليكوليد يكون بوليمرات  مع حامض اللبنيك ، وبولي مع كربونات الترميثلين وبلور شارك كربونات مع كربونات ثلاثي الميثيلين وتستخدم على نطاق واسع حيث توجد في تركيب خيوط الجراحة  القابلة للذوبان ويتم استخدامها في مجال الطب الحيوي .

## الخصائص الفيزيائية للحمض
تتراوح درجة حرارة  حمض بولي جليكوليد بين 35 و 40 درجة مئوية ونقطة انصهارها في حدود 225-230 درجة مئوية. ويحتاج حمض بولي جليكوليد أيضًا درجة عالية للتبلور تبلغ حوالي 45-55٪ ، وذلك هوه سبب عدم ذوبانها في الماء . حيث أن قابلية ذوبانها بالبوليستر غير عادية ، حيث إن  وزنها الجزيئي مرتفع و غير قابل للذوبان في جميع المذيبات العضوية مثل ( الأسيتون ، ثنائي كلورو ميثان ، الكلوروفورم ، أسيتات الإيثيل ، رباعي هيدرو الفوران ) ، بينما تختلف أوليغومرات ذات الوزن الجزيئي المنخفض بشكل كبير في خصائصها الفيزيائية لتكون أكثر قابلية للذوبان. ومع ذلك ، فإن حمض بولي جليكوليد قابل للذوبان في المذيبات عالية الفلور مثل هيكسافلورو -2 بروبانول وهيكسافلوروأسيتون سيسكويهيدرات ، يعد هيكسافلورو -2 بروبانولوو التي يمكن استخدامها لإعداد محاليل البوليمر العالية  للاذابه وتحضير الافلام . تُظهر ألياف حمض بولي جليكوليد  قوة عالية ومعامل المرونة 7 وهوقياسي نوعًا ما.

## التركيب
يمكن الحصول على حمض بولي جليكوليد من خلال عدة عمليات مختلفة تبدأ بمواد مختلفة:
1. زيادة حمض الجليكوليك.
2. بلمرة حلقة من جليكوليد.
3. تكثيف أسيتات الهالوجينية

يعد التكثيف المتككر لحمض الجليكوليك وهي الطريقة  الأبسط  لتحضير حمض بولي جليكوليد ، ولكنها ليست ذات كفاءة لأنه  الناتج  يكون ذات وزن الجزيئي منخفض .
وتكون الإجراء كالتالي: يتم تسخين حمض الجليكوليك عند الضغط الجوي ودرجة حرارة عاليين يتراوح مابين  175-185 ويتم الحفاظ على درجة الحرارة حتى يتوقف الماء عن التقطير . بعد ذلك ، يتم تقليل الضغط إلى 150 ، مع الحفاظ على درجة الحرارة دون تغيير لمدة ساعتين تقريبًا ويتم الحصول على بولي جليكوليد منخفض ميغاواط.
الإنتاج الأكثر شيوعًا لجزيئات عالية الوزن حتى تتبلوليمر هو فك حلقة من «الجليكوليد» ، وهو التبلور الدوري لحمض الجليكوليك. يمكن تحضير الجليكوليد عن طريق التسخين تحت ضغط منخفض وكتلة مولية منخفضة  لحمض بولي جليكوليد وتجميع الديستر عن طريق التقطير. البلمرة حلقة افتتاح جليكوليد ويمكن تحفيزه باستخدام مختلف المحفزات ، بما في ذلك المركبات مثل ثالث أكسيد الأنتيمون أو الأنتيمون، و الزنك (الزنك اللاكتات) و القصديرله عدة مركبات مثل أوكتيد قصديري (ثنائي علب القصدير ) أوألكوكسيد القصدير. الستانوس أوكتيد هو الأكثر استخدامًا ، حيث تمت الموافقة عليه من قبل إدارة الغذاء والدواء  وقد تم الكشف عن استخدام محفزات أخرى أيضا، من بين هذه هي إيزوبروبوكسيد ألومنيوم ، الكالسيوم آسيتيل الأستون ، والعديد من اللانثينيدات  (مثل الإيتريوم ). تم توضيح الإجراء المتبع لبلمرة وفتح الحلقة بنجاح : تتم إضافة كمية محفزة من البادئ إلى جليكوليد تحت جو من النيتروجين عند درجة حرارة 195 درجة مئوية. يُسمح للتفاعل بالاستمرار لمدة ساعتين تقريبًا ، ثم ترتفع درجة الحرارة إلى 230 درجة مئوية لمدة نصف ساعة تقريبًا. بعد التصلب ، يتم جمع النتاج من البوليمره. 

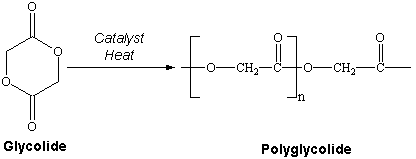
بلمرة لفتح حلقة من جليكوليد إلى بولي جليكوليد

وهناك طريقة آخرى تتمثل في تكثيف المادة الصلبة المستحث حراريًا لأسيتات الهالوجين مع الصيغة العامة X- — CH 2 COO - M + (حيث M هو معدن أحادي التكافؤ مثل الصوديوم و X عبارة عن هالوجين مثل الكلور ) ، مما يؤدي إلى إنتاج بولي جليكوليد و بلورات صغيرة من الملح . يتم إجراء التكثيف المتعدد عن طريق تسخين أسيتات هالوجين ، مثل كلورو أسيتات الصوديوم ، عند درجة حرارة بين 160-180درجة سيليزية ،حيث يمر النيتروجين خلال  التفاعل فيكون البولي جليكوليد مع كلوريد الصوديوم الذي يترسب داخل المصفوفة البوليمرية ؛ ويمكن إزاله  الملح بسهولة عن طريق تنظيف الناتج من التفاعل بالماء.
يمكن الحصول على حمض بولي جليكوليد أيضًا عن طريق تفاعل أول أكسيد الكربون أو الفورمالديهايد أو أحد المركبات المرتبطة به مثل بارافورمالدهيد أوثلاثي أوكسان مع وجود محفز حمضي. فوجود أول أكسيد الكربون  يساعد في  تحميل الأوتوكلاف بالمحفز ( حمض الكلوروسولفونيك) وثاني كلورو ميثان وثلاثي أكسيد ، ثم يتم شحنه بأول أكسيد الكربون حتى يتم الوصول إلى ضغط معين حتى  ينقلب  التفاعل ويترك عند درجة حرارة حوالي 180 درجة مئوية لمدة ساعتين. وعند الانتهاء ، يتم تفريغ أول أكسيد الكربون الغير متفاعل ويتم جمع خليط من بولي جليكوليد تحت ضغط منخفض وذات الكتلة مولية عالية .

## الإنحلال
يتميز حمض بولي جليكوليد بعدم الاستقرار في الماء لانه يتفكك فيه  ويرجع  السبب في ذلك إلى ارتباط مركب الإستر بالدعامة . فإن عملية التحلل هي عملية تآكل ويبدو أنها تحدث في خطوتين يتم خلالها تحويل البوليمر مرة أخرى إلى حمض الجليكوليك المونومر الخاص به حيث ينتشر الماء أولاً في المناطق غير المتبلورة (غير البلورية)  ، مما يؤدي إلى كسر  روابط الإستر ؛ تبدأ الخطوة الثانية بعد تآكل المناطق غير المتبلورة ، مما يترك الجزء البلوري من البوليمر عرضة للتحلل المائي. وعند تفكك المناطق البلورية ، تذوب سلسلة البوليمر.
و عند تعرضها  لظروف فسيولوجية يتم التحلل البولي جليكوليد عن طريق التحلل المائي العشوائي ، وكانه يتحلل بواسطة إنزيمات محددة ، خاصة تلك التي تحتوي على نشاط استريز . حيث ينتج عن التحلل حمض الجليكوليك من صفاته أنه غير سام ، ولكن مثل الإيثيلين جلايكول ، يتم تحوله إلى حمض الأكساليك ، مما قد يجعله خطيرًا. حيث يتم التخلص من حمض الجليكوليك عن طريق البول .
أظهرت الدراسات التي أجريت باستخدام خيوط البولي جليكوليد أن المادة تفقد نصف قوتها بعد أسبوعين حيث تفقدها تماما في الاسبوع الرابع . حيث يتم امتصاص البوليمر بالكامل بواسطة كائن حي خلال أربعة إلى ستة أشهر. حيث يتحلل  في الجسم الحي أسرع من المختبر ، ويعتقد أن هذه الظاهرة ناتجة عن النشاط الأنزيمي الخلوي.

## إستخداماته

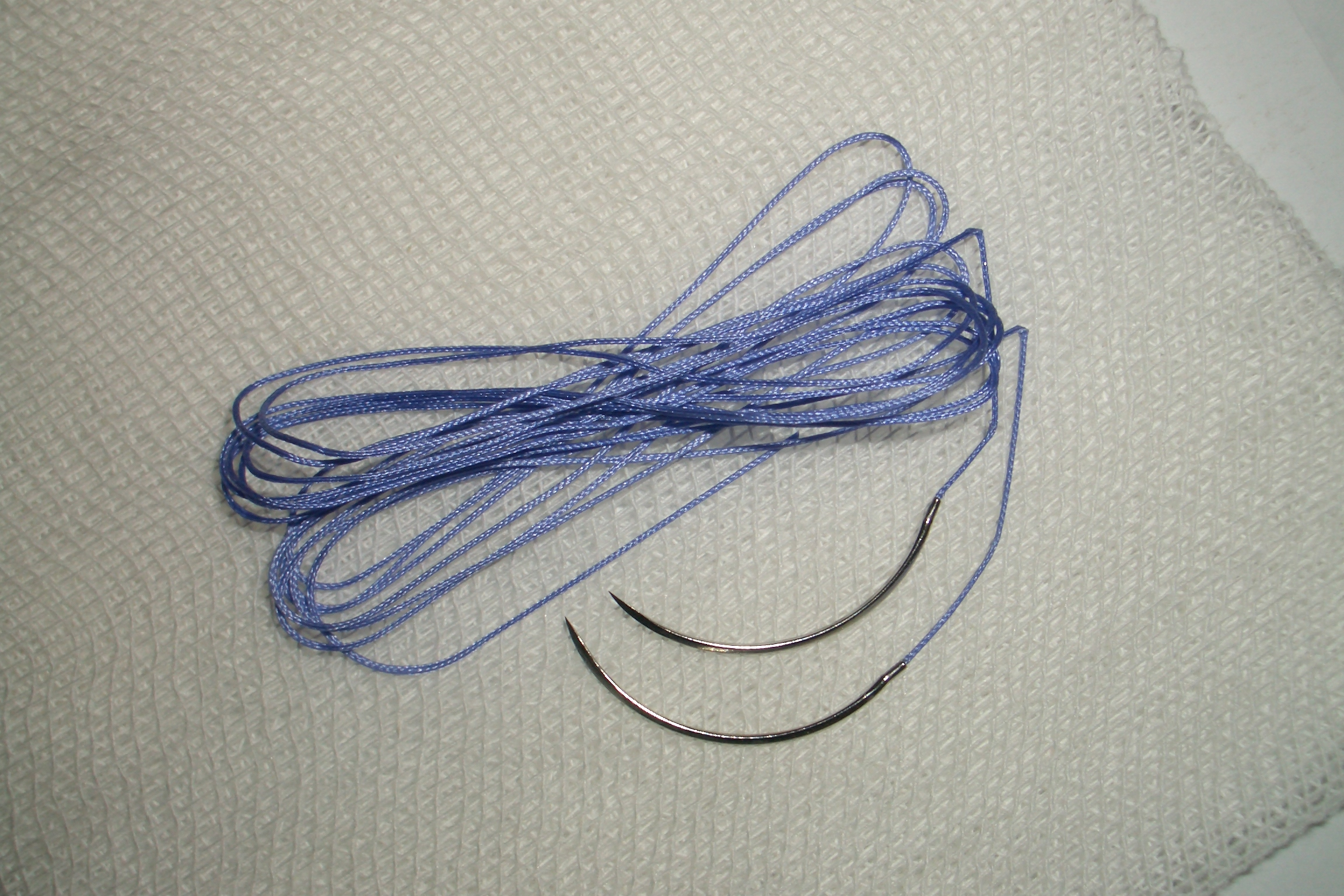
الغرز المصنوعة من حمض البولي جليكوليك. هذه الخيوط قابلة للامتصاص ويتخلص الجسم منها بمرور الوقت.

منذ عام 1954 وجد العلماء أن لحمض بولي جليكوليد  بعض من الاستخدامات بسبب قابليته  للتحلل المائي عند مقارنته بالبوليمرات الاصطناعية الأخرى. و في عام 1962 ، تم استخدام هذا البوليمر لتطوير أول خيوط صناعية قابلة للتحلل والتي تم تسويقها تحت الاسم التجاري «داكون»  من قبل شركة   ديفيز وجيك التابعة لشركة كانميد كارتبشن الأمريكية.و بعد إطلاق  البولي كابرولاكتون وستيرات الكالسيوم ، تم يباعها  تحت الاسم التجاري اسكري .
تصنف خيوط لحمض بولي جليكوليد على أنها خيوط متعددة صناعية وقابلة للذوبان. كما إنه يحتوي على لورين و لايسن وهو ما يجعل الخيط ناعمًا للغاية ولينًا وسهل العقد . حيث يتم تغليفه أيضًا باستيرات المغنيسيوم ويتم تعقيمه بغاز أكسيد الإيثيلين  حتى يكون آمن للاستخدام . حيث أنه يتحلل بشكل طبيعي في الجسم عن طريق التحلل المائي ويتم امتصاصه كمونومرات القابلة للذوبان في الماء ، ويتحلل خلال 60 و 90 يومًا. قد يتحلل الخيط بشكل أسرع مع  كبار السن ومرضى فقر الدم وسوء التغذية .حيث يكون ذات لون بنفسجي أو لا يحمل لون ويباع باحجام مختلفه تتراوح مابين 6-0 (1 متر) إلى 2 (5متر) . تتميز بانها ذات قوه عالية  ، وانها سلسة خلال عبورها بين الأنسجة ، وسهولة الاستخدام ، ويمكن عقدها بكل سهولة  وبش آمن . ويتم استخدمه عادة للخياطة تحت الجلد ، وكذلك يستخدم في عمليات البطن والصدر.
أدى الدور التقليدي لحمض بولي جليكوليد وكونه مادة تستخدم لخياطة الجروح وله قابلة للتحلل الحيوي إلى انه يمكن استخدامه فيلمجالات الطبية آخرى . حيث تم إنتاج بعض الادوات التي تستخدم في الجسم  باستخدام حمض بولي جليكوليد ، بما في ذلك حلقات التفاغر والدبابيس والقضبان والألواح والبراغي. كما تم استكشافه أيضًا من أجل هندسة الأنسجة أو توصيل الادوية في الجسم . حيث تم إنتاج دعامات  المصنوعة من بولي جليكوليد باتباع طرق مختلفة ، ولكن بشكل عام يتم الحصول على معظمها من خلال تقنيات النسيج في شكل  غير منسوج .
قامت شركة كارتش للصناعات الكيماوية بتسويق مادة البولي جليكوليد ذات كتلة حيوية عالية  لتطبيقات تغليف المواد الغذائية تحت الاسم التجاري كاردكس . ويتم الإنتاج في بيل ، فيرجينيا الغربية ، بطاقة إنتاجية تبلغ 4000 طن متري سنويًا. صفاته كمواد ناتجة عن درجته العالية من التبلور ، وهو الأساس لآلية مسار متعرج ذات نفاذية منخفضة. من المتوقع أن تستخدم النسخة ذات الوزن الجزيئي المرتفع كطبقة بين طبقات البولي إيثيلين تيريفثاليت لتوفير حماية محسّنة للحاجز للأطعمة القابلة للتلف ، بما في ذلك المشروبات الغازية والأطعمة التي تفقد النضارة عند التعرض الطويل للهواء. يمكن أيضًا تمكين الزجاجات البلاستيكية الرقيقة التي لا تزال تحتفظ بخصائص الحاجز المرغوبة بواسطة تقنية الطبقة البينية بولي جليكوليد . يتوفر إصدار منخفض الوزن الجزيئي (حوالي 600 وحدة دولية) من شركة  شيمريس  (التي كانت جزءًا من دو بونت) والتي يعتقدوا انها مفيدة لانتاج النفط والغاز .